# Каграманов, Георгий Гайкович
Георгий Гайкович Kаграманов — российский учёный, доктор технических наук, профессор Российского химико-технологического университета имени Д. И. Менделеева, заведующий кафедрой мембранной технологии. Заслуженный работник высшей школы Российской Федерации (2020).
Член редколлегии журнала «МЕМБРАНЫ И МЕМБРАННЫЕ ТЕХНОЛОГИИ».
Научные интересы: мембранное газоразделение, керамические мембраны.

## Биография
Окончил Московский Химико-Технологический институт им. Д. И. Менделеева в 1971 году и аспирантуру МХТИ им. Д. И. Менделеева в 1977 г.
Работал ведущим инженером в Научно-исследовательском институте по удобрениям и инсектофунгицидам им. проф. Я. В. Самойлова с 1977 по 1981 гг.
Работает в РХТУ им. Д. И. Менделеева с 1981 года.
Начинал ассистентом, впоследствии стал доцентом  кафедры процессов и аппаратов  химической технологии в 1984 г., с 1998 г. возглавляет  кафедру мембранной технологии.
96 печатных статей по абсорбции, технологии серной кислоты, мембранному разделению и очистке жидких и газовых смесей.

## Основные публикации
- Каграманов Г. Г. Мембранное разделение газов , М ., Химия 1991 г., 272 с.,
- Kagramanov G.G., Dytnerski Yu.I. J. Memb. Sci.,V41, N 1, P.49-54.,
- Каграманов Г. Г. Тез. Докл. 4 ВКММРС М. , 1987., с. 58-61.,
- Каграманов Г. Г. Повышение эффективности совершенствование процессов и аппаратов химических производств Харьков, 1985, с. 13.